# Sáska

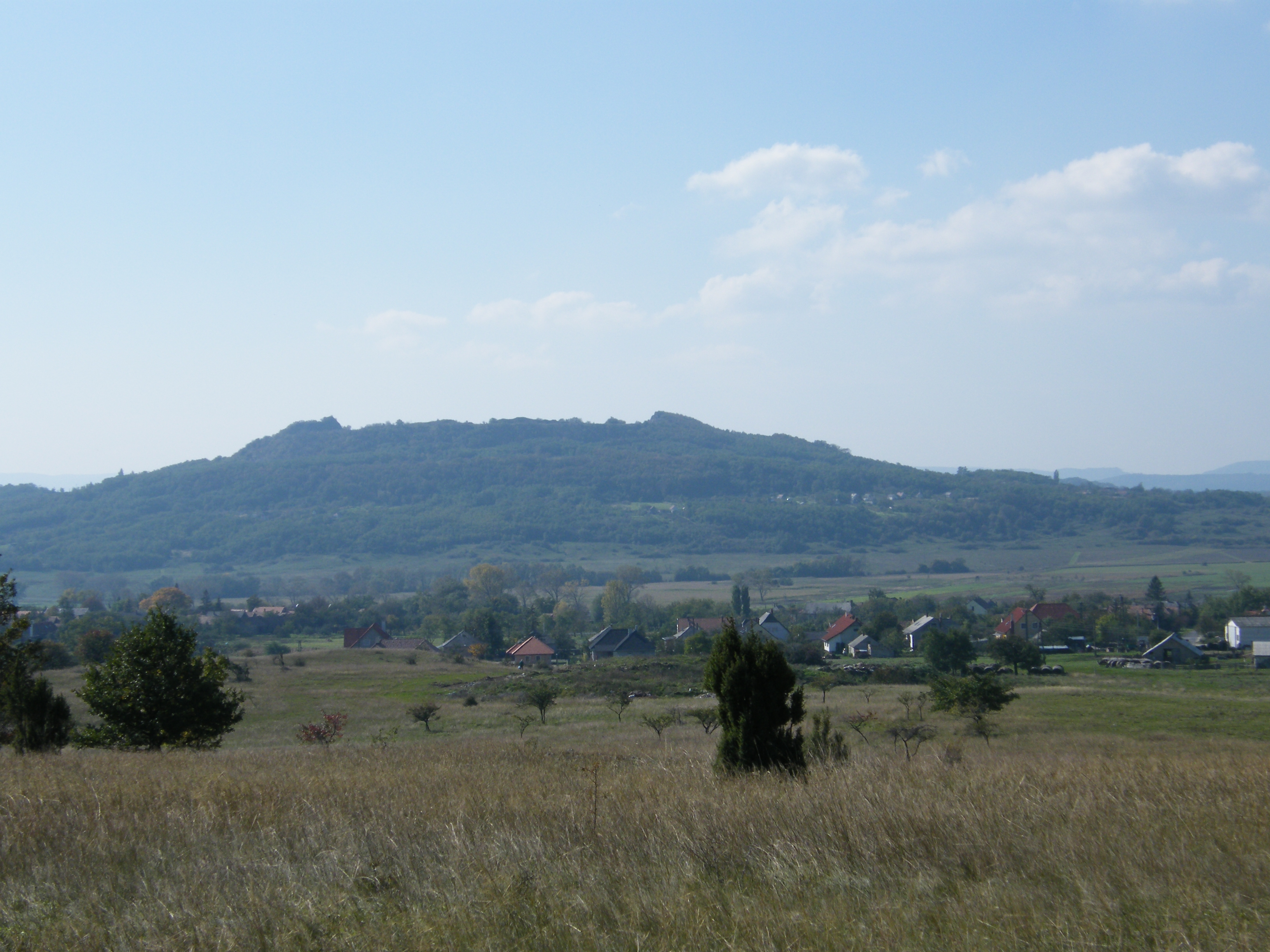
Hora Haláp (358 m) u Sásky

Sáska [šáška] je obec v Maďarsku v župě Veszprém, spadající pod okres Tapolca. Nachází se asi 6 km severovýchodně od Tapolcy a asi 42 km jihozápadně od Veszprému. V roce 2015 zde žilo 280 obyvatel. Dle údajů z roku 2011 tvoří 95,8 % obyvatelstva Maďaři, 5,9 % Romové a 0,7 % Němci, přičemž 4,2 % obyvatel se ke své národnosti nevyjádřilo. Název znamená "saranče".

## Sousední obce
| Růžice kompasu | Nyirád    | Szőc    |                       | Růžice kompasu |
| Růžice kompasu |           | Sever   | Taliándörögd          | Růžice kompasu |
| Růžice kompasu | Sáska     |         | Taliándörögd          | Růžice kompasu |
| Růžice kompasu | Jih       |         | Taliándörögd          | Růžice kompasu |
| Růžice kompasu | Zalahaláp | Tapolca | Monostorapáti Hegyesd | Růžice kompasu |